# 博戈托爾
博戈托爾（Богото́л）是俄羅斯克拉斯諾亞爾斯克邊疆區西部的一個城市，距區府克拉斯諾亞爾斯克252公里。2002年人口24,369人。
1893年建立。1911年設市。城名是凯特语，由bogotu（一個凯特族部落）和ul（「河流」）合成。
56°12′N 89°31′E / 56.200°N 89.517°E